# Idiocerus kuohi
Idiocerus kuohi är en insektsart som beskrevs av Cai. Idiocerus kuohi ingår i släktet Idiocerus och familjen dvärgstritar. Inga underarter finns listade i Catalogue of Life.